# ستيفان كوفاتشيفيتش
ستيفان كوفاتشيفيتش هو لاعب كرة قدم صربي في مركز الوسط، ولد في 2 فبراير 1994 في تشاتشاك في صربيا. لعب مع نادي أو إف كيه بيوغراد ونادي باتشكا بالانكا.

## وصلات خارجية
- ستيفان كوفاتشيفيتش على موقع قاعدة بيانات كرة القدم.إي يو (الإنجليزية)
- ستيفان كوفاتشيفيتش على موقع Soccerbase.com (لاعب) (الإنجليزية)
- ستيفان كوفاتشيفيتش على موقع Soccerway.com (الإنجليزية)